# Municipio de Dillon (Misuri)
El municipio de Dillon (en inglés: Dillon Township) es un municipio ubicado en el condado de Phelps en el estado estadounidense de Misuri. En el año 2010 tenía una población de 9530 habitantes y una densidad poblacional de 48,83 personas por km².

## Geografía
El municipio de Dillon se encuentra ubicado en las coordenadas 37°57′41″N 91°41′50″O / 37.96139, -91.69722. Según la Oficina del Censo de los Estados Unidos, el municipio tiene una superficie total de 195.18 km², de la cual 193.88 km² corresponden a tierra firme y (0.67%) 1.3 km² es agua.

## Demografía
Según el censo de 2010, había 9530 personas residiendo en el municipio de Dillon. La densidad de población era de 48,83 hab./km². De los 9530 habitantes, el municipio de Dillon estaba compuesto por el 92.77% blancos, el 1.64% eran afroamericanos, el 0.34% eran amerindios, el 2.7% eran asiáticos, el 0.1% eran isleños del Pacífico, el 0.27% eran de otras razas y el 2.18% pertenecían a dos o más razas. Del total de la población el 2.28% eran hispanos o latinos de cualquier raza.